# Konklawe 1409 (antypapież Aleksander V)
Konklawe 15 – 26 czerwca 1409 – konklawe, które odbyło się na Soborze w Pizie, zwołanym w celu zakończenia wielkiej schizmy zachodniej. Zakończyło się wyborem Aleksandra V, pierwszego antypapieża tzw. obediencji pizańskiej.

## Sobór w Pizie.
W 1408 roku wobec fiaska prób porozumienia między „rzymskim” papieżem Grzegorzem XII i „awiniońskim” Benedyktem XIII, kardynałowie obydwu tych obediencji, chcąc doprowadzić do zakończenia trwającej od 1378 roku schizmy, zwołali sobór do Pizy. Sobór ten zebrał się w następnym roku z udziałem 24 kardynałów, 4 patriarchów, 80 biskupów i licznych przedstawicieli zakonów i uniwersytetów. Dnia 5 czerwca 1409 ojcowie soborowi uznali „Angelo Correra, podającego się za papieża Grzegorza XII” i „Pedro de Lunę, podającego się za papieża Benedykta XIII” za heretyków winnych rozłamu w Kościele i ogłosili ich depozycję. Następnie zgromadzeni na soborze kardynałowie z obydwu obozów przystąpili do konklawe.

## Lista uczestników
W konklawe uczestniczyło 24 kardynałów, w tym 14 z obediencji rzymskiej i 10 z awiniońskiej:
- Gui de Malsec; Kardynał z Poitiers[3] (obediencja awiniońska; nominacja 20 grudnia 1375) – kardynał biskup Palestriny[4]; prymas Świętego Kolegium Kardynałów
- Enrico Minutoli; Kardynał z Neapolu[3] (obediencja rzymska; 18 grudnia 1389) – kardynał biskup Tusculum[4]; archiprezbiter bazyliki liberiańskiej; kamerling Świętego Kolegium Kardynałów; protektor Zakonu Krzyżackiego
- Niccolò Brancaccio; Kardynał z Cosenzy[3] (awiniońska; 18 grudnia 1378) – kardynał biskup Albano
- Antonio Caetani; Kardynał z Akwilei[3] (rzymska; 27 lutego 1402) – kardynał biskup Palestriny[4]; penitencjariusz większy; archiprezbiter bazyliki laterańskiej
- Jean de Brogny; Kardynał z Viviers[3] (awiniońska; 12 lipca 1385) – kardynał biskup Ostia e Velletri; wicekanclerz Świętego Kościoła Rzymskiego
- Pierre Girard; Kardynał z Le Puy[3] (awiniońska; 17 października 1390) – kardynał biskup Tusculum[4]; penitencjariusz większy
- Pierre de Thury; Kardynał z Maillezais[3] (awiniońska; 12 lipca 1385) – kardynał prezbiter S. Susanna; protoprezbiter Świętego Kolegium Kardynałów
- Angelo d’Anna de Sommariva OSBCam; Kardynał z Lodi[3] (rzymska; 17 grudnia 1384) – kardynał prezbiter S. Pudenziana
- Pedro Fernández de Frías; Kardynał z Hiszpanii[3] (awiniońska; 23 stycznia 1394) – kardynał prezbiter S. Prassede[4]
- Corrado Caraccioli; Kardynał z Mileto[3] (rzymska; 12 czerwca 1405) – kardynał prezbiter S. Crisogono; administrator diecezji Mileto
- Francesco Uguccione; Kardynał z Bordeaux[3] (rzymska; 12 czerwca 1405) – kardynał prezbiter Ss. IV Coronati; administrator archidiecezji Bordeaux
- Giordano Orsini (rzymska; 12 czerwca 1405) – kardynał prezbiter Ss. Silvestro e Martino
- Pietro Filargo OFM; Kardynał z Mediolanu[3] (rzymska; 12 czerwca 1405) – kardynał prezbiter Ss. XII Apostoli; administrator archidiecezji Mediolanu
- Giovanni Migliorati; Kardynał z Rawenny[3] (rzymska; 12 czerwca 1405) – kardynał prezbiter S. Croce in Gerusalemme; administrator archidiecezji Rawenny
- Antonio Calvi; Kardynał z Todi[3] (rzymska; 12 czerwca 1405) – kardynał prezbiter S. Prassede[4]; archiprezbiter bazyliki watykańskiej
- Amadeo di Saluzzo; Kardynał z Saluzzo[3] (awiniońska; 23 grudnia 1383) – kardynał diakon S. Maria Nuova; protodiakon Świętego Kolegium Kardynałów; kamerling Świętego Kolegium Kardynałów
- Rinaldo Brancaccio (rzymska; 17 grudnia 1384) – kardynał diakon Ss. Vito e Modesto
- Landolfo Maramaldo; Kardynał z Bari[3] (rzymska; 21 grudnia 1381/18 grudnia 1389[5]) – kardynał diakon S. Nicola in Carcere Tulliano
- Pierre Blain; Kardynał S. Angelo senior[3] (awiniońska; 24 grudnia 1395) – kardynał diakon S. Angelo in Pescheria[4]
- Louis de Bar (awiniońska; 21 grudnia 1397) – kardynał diakon S. Agata; administrator diecezji Langres; ambasador królestwa Francji
- Baldassare Cossa; Kardynał S. Eustachio[3] (rzymska; 27 lutego 1402) – kardynał diakon S. Eustachio; legat apostolski w Romanii
- Antonio de Challant (awiniońska; 9 maja 1404) – kardynał diakon S. Maria in Via Lata; administrator archidiecezji Tarentaise
- Oddone Colonna (rzymska; 12 czerwca 1405) – kardynał diakon S. Giorgio in Velabro
- Pietro Stefaneschi; Kardynał S. Angelo junior[3] (rzymska; 12 czerwca 1405) – kardynał diakon S. Angelo in Pescheria[4]

Spośród „rzymskich” kardynałów trzech otrzymało kapelusze kardynalskie od Urbana VI, trzech od Bonifacego IX, a ośmiu od Innocentego VII. Oprócz Greka Pietro Filargo wszyscy oni byli Włochami. „Awinioński” kardynał Malsec jako jedyny otrzymał nominację od ostatniego papieża sprzed okresu schizmy Grzegorza XI. Spośród pozostałych „awiniończyków” sześciu mianował Klemens VII, a trzech – Benedykt XIII.
Ustalono, że urzędy penitencjariusza większego oraz kamerlinga Świętego Kolegium będą wykonywane wspólnie przez kardynałów wywodzących się z konkurencyjnych obediencji. Urząd kamerlinga Świętego Kościoła Rzymskiego sprawował François de Conzie, arcybiskup Narbonne, z obediencji awiniońskiej, gdyż „rzymski” kamerling Antonio Correr pozostał wierny Grzegorzowi XII.
Ustalono ponadto, że nowy papież musi zostać wybrany większością 2/3 w każdej z dwóch części Kolegium Kardynalskiego, tj. zarówno wśród „rzymian” jak i „awiniończyków”. a to z uwagi na dysproporcje w sile ich głosu (14 do 10 na korzyść „rzymian”). 10 czerwca kardynałowie podpisali deklarację, w której każdy z nich zobowiązał się, w razie wyboru na papieża, do przeprowadzenia reform w Kościele.

## Kandydaci na papieża
Kandydatami na papieża, z realnymi szansami na wybór, byli Uguccione, Filargo, Rinaldo Brancaccio i Caraccioli z obediencji rzymskiej oraz Malsec i Thury z obediencji awiniońskiej.

## Wybór Aleksandra V i jego skutki
Konklawe rozpoczęło się 15 czerwca w pałacu arcybiskupów pizańskich z udziałem 23 kardynałów. Dopiero następnego dnia dotarł kardynał Antonio Calvi. Obradom przewodniczył „awinioński” kardynał biskup Gui de Malsec, mający najdłuższy ze wszystkich staż kardynalski. Po jedenastu dniach obrad 26 czerwca jednogłośnie wybrano zaproponowanego przez kardynała Cossę (głównego inicjatora soboru) 70-letniego greckiego kardynała Pietro Filargo, choć frakcja „awiniońska” początkowo próbowała doprowadzić do wyboru któregoś z Francuzów. Elekt przybrał imię Aleksander V i 7 lipca został uroczyście koronowany w pizańskiej katedrze przez protodiakona Amadeo Saluzzo.
Wbrew intencjom wybór Aleksandra V nie tylko nie zakończył schizmy, ale wręcz ją pogłębił, żaden z dwójki zdetronizowanych papieży nie uznał bowiem swojej depozycji. O władzę w Kościele rywalizowało teraz nie dwóch, lecz trzech papieży. Schizmę zakończył dopiero kilka lat później Sobór w Konstancji.